# Fantasie (muziek)
De fantasie (ook wel fantasia of fantaisie) in de muziek heeft betrekking op:
- De vrijheid, verbeeldingskracht of creativiteit van een uitvoerende om naar eigen goeddunken een stuk uit te voeren. In dit verband zijn de volgende lemma's ook van belang: a piacere, cadens, interpretatie.
- Een muzikale vrije vorm waarin de structuur niet eenduidig is vast te stellen. In sommige gevallen bedient de Fantasie zich van een liedvorm of sonatevorm, maar kan tevens als een variatie-werk geconcipieerd zijn. De rapsodie is tevens een soort Fantasie.

De fantasie verschijnt als vorm reeds in de vroege barokmuziek, en is daar sterk verwant aan de ricercare, waarin meerdere thema's worden verwerkt.
In de meeste fantasie-werken wordt de vorm bepaald door een hoofdthema, gevolgd door verschillende episodes die hetzij voortborduren op het thema of daar een contrast mee vormen. Daarbij kunnen al dan niet nieuwe thema's prominent naar voren komen, of het hoofdmateriaal zodanig veranderen, dat tegen het einde van het stuk de compositie een nieuwe gestalte of karakter heeft gekregen. Veel Fantasieën eindigen ook in een andere toonsoort dan waarin ze begonnen zijn.
Voorbeelden van muzikale fantasieën zijn:
- Georg Philipp Telemann: 12 fantasieën voor fluit solo
- J.S. Bach: Chromatische fantasie en fuga (BWV 903)
- Frédéric Chopin: Fantasie (piano solo) en Grande fantaisie sur des airs polonais (piano en orkest)
- Schubert: Fantasie in f-klein (piano quatre-mains)
- Jan Pieterszoon Sweelinck: 6 Echofantasieën, 14 Monothematische fantasieën, waaronder de beroemde Fantasia Chromatica
- Jan Gerard Palm: Fantasie Zaira
- Wojciech Kilar: Bogurodzica ('Ave Maria')
- Frank Bridge: Fantasie in f mineur voor strijkkwartet